# كالاريباياتو

كالاريباياتو

كالاريباياتو (كالاريبّاياتّ) هو فن قتالي هندي.
يعود أصل هذا الفن القتالي إلى مدينة كيرالا في جنوب الهند.
and its very cool